# Alkéstis (divadelní hra)
Alkéstis je divadelní hra starořeckého dramatika Euripida. Jde o hořce ironickou tragikomedii, nejstarší Euripidovu dochovanou hru. Uvedena byla jako satyrské drama v roce 438 př. n. l. na Velkých Dionýsiích. Byla součástí tetralogie, z níž se ostatní hry (Krétské ženy, Alkmaión v Psófidě a Télefos) nedochovaly. Euripidés, poražen nám neznámou tetralogií Sofoklovou, získal s tímto dílem druhé místo.
V roce 1674 Philippe Quinault sepsal na motivy hry libreto pro Lullyho operu Alceste.

## Děj
Samotný obsah díla je již tradičně ve stylu euripidovského kritického realismu. Příběh se odehrává v thessalských Ferách a pojednává o králi Admétovi, jemuž bylo souzeno předčasně zemřít. Pomáhá mu bůh Apollón, ke kterému se zachoval velice dobromyslně v době, kdy byl Apollón odsouzen Diem Admétovi sloužit. Bůh mu za odměnu vymůže u sudiček to, že když se za Adméta někdo dobrovolně obětuje, bude král zachráněn. Jeho rodiče ani přátelé se však nechtějí svého života ve prospěch Admétova vzdát, s výjimkou jeho milované manželky Alkéstis. Při jejím pohřbu přichází do paláce Hérakles. Je u svého přítele v paláci ubytován a pohoštěn jako by se nic nestalo, jelikož by Admétos nerad vzácného hosta rozptyloval zármutkem. Když se však Hérakles od sluhy dozví, co se stalo, rozhodne se pomoci a vydá se ke královnině hrobu, kde Alkéstis vytrhne z rukou Smrti. Přivede jí zpět jejímu muži a vše má dobrý konec, což je u Euripída dosti neobvyklé.

### Výklad
Ve hře Euripidés velmi důsledně promýšlí tematiku smrti. Strach ze smrti je to, co motivuje Admétovo jednání a vytváří zápletku. Přímo dokonce sleduje Alkéstino umírání, což je výjev pro řeckou tragédii, kde se podobné události odehrávají za scénou, neobvyklý. Můžeme ovšem díky tomu porovnat, jak se která postava se smrtí vyrovnává. Od smířené Alkéstis, vychutnávající poslední okamžiky na světě, přes sluhy tesknící po dobré královně až po zoufalého, zlomeného Adméta, neschopného se přes ztrátu ženy přenést. Klíčová pro poselství hry je hádka mezi Admétem a jeho otcem Feréem. Admétos jej nejprve viní z toho, že se sám nechtěl obětovat, čímž jej zradil a zavinil Alkéstinu smrt. Ferés ale hájí své právo na život a ostře syna upozorňuje, že celou tragédii způsobil on sám svojí zbabělostí, kvůli které za sebe vháněl do chřtánu smrti jiné.
Objevuje se tak otázka ambivalence, tedy nejednoznačnosti pro klasickou řeckou tragédii charakteristické. Paradoxů je hra plná. Admétos místo sebe nechává zemřít svoji ženu, aby zjistil, že bez ní stejně nechce žít, a pochybuje o tom, že život je lepší než smrt. Po pohřbu vyhlašuje král na celý rok všeobecný smutek, který sám hned poruší, když pozve Hérakla na bujarou hostinu. Apolón sice králi šlechetně pomohl, ale Thanatos (Smrt) jej viní z neférosvosti, protože sudičky „obelstil šalebným klamem".
Sbor je v této hře tvořen občany Fer a má roli moudrého a umírněného rádce, který se snaží postavy a jejich city uvést na pravou míru.

## Postavy
- Apollón, bůh
- Thanatos, bůh smrti
- Admétos, thessalský král
- Alkéstis, jeho žena
- Ferés, Admétův otec
- Eumélos, Admétův a Alkéstin syn
- dceruška Admétova a Alkestiina (němá postava)
- Héraklés
- sluha
- služka